# TPB AFK
TPB AFK: The Pirate Bay Away From Keyboard — документальный фильм режиссёра Симона Клозе о The Pirate Bay и его основателях Петере Сунде, Готтфриде Свартхольме и Фредрике Нее. Работа над фильмом началась летом 2008 года и была завершена через четыре года — 25 августа 2012 года. 8 февраля на 63-м Берлинском кинофестивале состоялась премьера фильма.

## Сюжет
Фильм содержит документальную съёмку о суде над основателями крупнейшего в мире BitTorrent-индексатора The Pirate Bay Готфридом Свартхольмом Варгом, Фредриком Нейи, Петером Сунде и осуществляющим его материальную поддержку Карлом Лундстремом.

## Премьера и релиз
Фильм был показан 8 февраля 2013 года на 63-м Берлинском кинофестивале. Одновременно с премьерой на широком экране фильм выложен в интернет для бесплатного просмотра и скачивания под лицензией Creative Commons.

## Интересные факты
27 августа — 27 сентября 2010 года Симон Клозе провёл на сайте Kickstarter кампанию по сбору средств на расходы, связанные с монтажом фильма. При запрошенных 25 000 долларов кампания собрала 51 424.